# Nancho Novo
Venancio Manuel Jesús Novo Cid-Fuentes (La Corunya, 17 de setembre de 1958), més conegut com a Nancho Novo, és un actor i cantant espanyol. Va estudiar Medicina a Santiago de Compostel·la, però a la meitat de la carrera ho va deixar. Va desplaçar-se a Madrid per a incorporar-se a la Escola d'Art Dramàtic i Dansa. Combina la seva carrera d'actor amb la de cantant, compositor i guitarrista de Rock al grup Los castigados sin postre. També ha realitzat diversos monòlegs com a humorista a El Club de la Comedia. Des de la temporada 2009-2011 col·labora en el programa radiofònic de Radio Madrid, Hoy por Hoy Madrid que dirigeix i presenta la periodista Marta González Novo i que s'emet tots els dies de 12.20 del migdia a 14.00 de la tarda. (Nancho Novo està tots els divendres a les 13.00)

## Filmografia
- Tres días en Pedro Bernardo de Daniel Sánchez Andrés (2014)
- Tuya siempre de Manuel Lombardero (2007)
- Pudor de Tristán Ulloa i David Ulloa (2007)
- Hotel Tívoli d'Antón Reixa (2006)
- Somne d'Isidro Ortiz (2005)
- Sinfín de Manuel Sanabria i Carlos Villaverde (2005)
- El año que trafiqué con mujeres de Jesús Font (2005)
- Sex d'Antonio Dyaz (2003)
- Astronautas de Santi Amodeo (2003)
- El lápiz del carpintero d'Antón Reixa (2002)
- Tierra del Fuego de Miguel Littín (2000)
- María, Madre de Jesús de Fabrizio Costa (2000)
- Amor, curiosidad, prozac y dudas (2000)
- Finisterre (1998)
- Los amantes del círculo polar de Julio Médem (1998)
- Hazlo por mi (1997) d'Ángel Fernández Santos
- Tengo una casa (1996)
- La Celestina (1996)
- Más que amor, frenesí (1996)
- La flor de mi secreto de Pedro Almodóvar (1995)
- Dile a Laura que la quiero (1995)
- Tierra de Julio Médem (1995)
- Todos los hombres sois iguales de Manuel Gómez Pereira (1994)
- La ardilla roja de Julio Médem (1993)

## Televisió

### Sèries de Televisió
- Gatos en el tejado (1988, 1 episodi)
- Brigada central (1989, 1 episodi) com Traficante
- La mujer de tu vida (1990, 1 episodi) com Fermín
- Brigada central II: La guerra blanca (1992, 1 episodi) com Drogaddicte
- Hermanos de leche (1994, 1 episodi)
- Los ladrones van a la oficina (1995-1996, 2 episodis) com Francisco "Paco"
- Qué loca peluquería (1996, 11 episodis) com "El Canino"
- Raquel busca su sitio (2000, 27 episodis) com Manuel
- Un chupete para ella (2001, 1 episodi) com Luis Santos
- A medias (2002, 10 episodis) com Andrés
- El síndrome de Ulises (2007-2008, 26 episodis) com Cristóbal Cabrero
- Cuéntame cómo pasó (2014, 2017, 2 episodis) como Onofre Ortega
- El Ministerio del Tiempo (2016, Capítol 20) com don Fadrique
- Web Therapy (2016, 7 episodis) com Francisco "Quico" Montijo
- Amar es para siempre (2016-2017; 2018) com Félix Novoa Pérez
- Sé quién eres (2017, 16 episodis) com Ramón Saura
- Fariña (2018, 1 episodi) com Juutge

### Programes de Televisió
- 3x4 (1990, en 1 ocasió), La 1
- Cartelera (1994, en 1 ocasió) La 1
- El concursazo (1998, en 1 ocasió), Telecinco
- ¿Cuánto Cuesta? (1999, en 1 ocasió), La 1
- Lo + plus (2000, 2002, 2004, en 3 ocasions) Canal +
- El Club de la Comedia (2000-2004, en 15 ocasions), la Sexta
- ¿Quiere ser millonario? (2001, 1 ocasió), Telecinco
- Versión Española (2001-2002, 2009) La 1
- La noche... con Fuentes y Cía (2002, en 1 ocasió) Telecinco
- No tenim criteri (2003, en 1 ocasió)
- Toni Rovira y tú (2003, en 1 ocasió)
- Pasapalabra (2003, 2007, 2009, en 9 ocasiones) Antena 3/Telecinco
- Channel nº4 (2005, en 1 ocasió) Cuatro
- Noche Hache (2006, en 1 ocasió) Cuatro
- La mandrágora (2006-2007, en 3 ocasions) La 1
- Buenafuente (2006, 2008, 2010, en 3 ocasiones) La Sexta
- Los irrepetibles (2007) La Sexta
- Acompáñenos (2008, en 1 ocasió) TVG
- Sé lo que hicisteis... (2010, en 1 ocasió) La Sexta
- Cine de Barrio (2012, en 1 ocasió) La 1
- Torres y Reyes (2013, en 1 ocasió) La 1
- Ilustres Ignorantes (2014, en 1 ocasió) Canal +
- ¡Atención Obras! (2015, en 1 ocasió) La 2

## Teatre

### Com a actor
- El hombre deshabitado (1988), de Rafael Alberti. Dirigida per Emilio Hernández.
- Malayerba, de R. Mendizábal. Dirigida per Eduardo Fuentes.
- Hazme de la noche un cuento de Jorge Márquez. Dirigida per Manuel Collado.
- Los buenos días perdidos, d'A. Gala. Dirigida per A.F. Montesinos.
- Don Juan Tenorio, de José Zorrilla. Dirigida per Ángel Facio.
- Morirás de otra cosa. Dirigida per Manuel Gutiérrez Aragón.
- Muelle oeste, de Koltés. Dirigida per Carmen Portaceli.
- Como los griegos, de S. Berkoff. Dirigida per Guillermo Heras.
- Aquelarre y noche roja de Nosferatu, de Francisco Nieva. Dirigida per Guillermo Heras.
- Trainspotting, de I. Welsh. Dirigida per Eduardo Fuentes.
- Popcorn, de Ben Elton. Dirigida per Juanma Bajo Ulloa.
- 5hombres.com
- Lisístrata (2007), d'Aristòfanes
- Defendiendo al cavernícola. Dirigida per Marcus von Watchel.
- Nunca es fácil, de Jean Claude Islert. Dirigida per Juan José Alfonso.
- Sobre flores y cerdos. Dirigida per Nancho Novo
- Los cuernos de don Friolera. Dirigida per Ángel Facio

### Com a director
- Voyeur, de M. Ripoll.
- Maldita sea, de Nancho Novo.
- El cyborg, de Nancho Novo.
- Maloficio, de Nancho Novo.
- Sobre flores y cerdos, de Nancho Novo.
- Un crimen en el cielo, de Nancho Novo.
- Sombra de perro, de Nancho Novo.

## Discs
- Confieso que he bebido
- Con mucha suavidad

## Gire
- Con mucha suavidad

## Premis i nominacions (5 & 3)
1993
- Premi de la Unión de Actores a la Millor interpretació revelació per La ardilla roja.

1996
- Nominació als Premis Goya al Millor actor de repartiment per La Celestina.
- Premio de la Unión de Actores a la Millor interpretació secundària de cinema per La Celestina.

1998
- Premi al Millor actor al Festival Internacional de Cine do Porto per Dame algo (1997).

2007
- Premio Biznaga de Plata al Millor Actor de Repartiment al Festival de Màlaga per Tuya siempre.

2008
- Nominació al Premi de la Unión de Actores a la Millor interpretació secundària de televisió per El síndrome de Ulises.

2009
- Nominació als Premis Mayte de Teatre de Cantàbria per "Los cuernos de don Friolera".[3]

2011
- Premi Kapital al Millor Director de Teatre per "Sombra de perro".[4]